# Declieuxia lancifolia
Declieuxia lancifolia är en måreväxtart som beskrevs av Joseph Harold Kirkbride. Declieuxia lancifolia ingår i släktet Declieuxia och familjen måreväxter. Inga underarter finns listade i Catalogue of Life.